# Thirapak Prueangna
Thirapak Prueangna (thailändisch ธีรภักดิ์ เปรื่องนา, * 15. August 2001 in Buriram) ist ein thailändischer Fußballspieler.

## Karriere
Thirapak Prueangna erlernte das Fußballspielen in der Jugendmannschaft von Buriram United. Hier unterschrieb er am 1. Dezember 2018 auch seinen ersten Profivertrag. Der Verein aus Buriram spielt in der ersten Liga, der Thai League. Vom 1. Januar 2021 bis Saisonende wurde er an den Drittligisten Angthong FC ausgeliehen. Mit dem Verein aus Angthong spielte er in der Western Region der Liga. Nach der Saison kehrte er im Mai 2021 nach Buriram zurück. Im Juli 2021 wechselte er ebenfalls auf Leihbasis zum Zweitligisten Khon Kaen FC. Sein Zweitligadebüt für den Verein aus Khon Kaen gab Thanadol Kaosaart am 5. September 2021 (1. Spieltag) im Heimspiel gegen den Customs Ladkrabang United FC. Hier stand er in der Startelf und spielte die kompletten 90 Minuten. Die Customs gewannen das Spiel 2:0. Am Ende der Saison 2021/22 musste er mit Khon Kaen als Tabellenvorletzter in die dritte Liga absteigen. Nach dem Abstieg kehrte er nach Buriram zurück. Zu Beginn er Rückrunde 2022/23 wurde er vom Zweitligisten Ayutthaya United FC für den Rest der Saison ausgeliehen. Hier bestritt er 14 Zweitligaspiele. Nach der Ausleihe kehrte er im Sommer nach Buriram zurück. Ende Dezember 2023 wurde er vom Zweitligisten Nakhon Ratchasima FC auf Leihbasis unter Vertrag genommen. Am Ende der Saison 2023/24 feierte er mit dem Verein aus Nakhon Ratchasima die Meisterschaft der zweiten Liga sowie den direkten Wiederaufstieg in die erste Liga. Nach dem Aufstieg verließ er den Verein und schloss sich im Juli 2024 auf Leihbasis dem Zweitligisten Chiangmai United FC an. Nach einer Spielzeit, in der er 23 Ligaspiele bestritt, wurde sein Leihvertrag im Sommer 2025 nicht verlängert. Der Zweitligaaufsteiger Pattani FC aus Pattani lieh ihn die Saison 2025/26 aus.

## Erfolge
Nakhon Ratchasima FC
- Thailändischer Zweitligameister: 2023/24  ▲